# Laccophilus pseudanticatus
Laccophilus pseudanticatus là một loài bọ cánh cứng trong họ Bọ nước. Loài này được Toledo, Hendrich & Stastný miêu tả khoa học năm 2002.